# Marcus Fabius Licinus
Marcus Fabius Licinus entstammte dem römischen Patriziergeschlecht der Fabier und war 246 v. Chr. Konsul.

## Leben
Marcus Fabius Licinus war wohl der Sohn des Konsuls von 273 v. Chr., Gaius Fabius Dorso Licinus.
Zum Konsulat gelangte Fabius 246 v. Chr. zusammen mit Manius Otacilius Crassus. Die beiden Konsuln kämpften während des Ersten Punischen Krieges in Sizilien gegen Armeen der Karthager, so dass laut den Kapitolinischen Fasten ein Diktator, Tiberius Coruncanius, zur Leitung der nächsten Konsulwahlen bestellt werden musste. Offenbar gelangen ihnen aber keine Erfolge gegen die Punier, wie dies auch den Konsuln des Vorjahres widerfahren war. Auch ihre Nachfolger waren ähnlich erfolglos.